# Huib Troost
Huib Troost (* 1. Juli 1971) ist ein ehemaliger niederländischer Tennisspieler.

## Karriere
Troost trat nicht bei den Junioren in Erscheinung. 1992 spielte er erste Profiturniere, und das fast ausschließlich in seiner Karriere auf der drittklassigen ITF Future Tour bzw. auf deren Vorgängertour, der Satellite Tour. 1994 gewann er auf dieser seinen einzigen Titel; wenig später erreichte er sein Karrierehoch von Platz 594 in der Tennisweltrangliste.
Im Doppel holte er zehn Satellite-Titel. Auf der ATP Challenger Tour und ATP Tour trat er jeweils nur einmal bzw. zweimal in Erscheinung und verlor jedes Mal. Mit Rang 305 im Jahr 1996 war er im Doppel erfolgreicher als im Einzel.
Nachdem er in den 1990er Jahren eigentlich seine Karriere beendet hatte, kehrte er als Ersatzspieler für das Doppel in Amersfoort zurück, wo er mit Thomas Schoorel ebenfalls in der ersten Runde ausschied.
Nach seiner aktiven Karriere arbeitete er als Tennistrainer in Bathmen.